# Röllis hjärta
Röllis hjärta (finska: Röllin sydän) är en finsk animerad film från 2007. Filmen är den filmen om skogstrollet Rölli och den första i serien som är animerade. Filmen marknadsfördes som den första finska animerade filmen, trots att Jultomten och trolltrumman producerats tidigare, dock i ungerskt samarbete.

## Handling
Rölli träffar och blir vän med älvtjejen Mill. Älvans skog hotas att förstenas och det enda sättet att stoppa det är att hämta ett magiskt hjärta från Vinterlandet. Även om älvorna och rölli-trollen är varandras motsatser, tvingas de arbeta tillsammans för att rädda sig själva.

## Röster
- Allu Tuppurainen − Rölli
- Saija Lentonen − Milli
- Aarre Karén − lakej
- Matti Ranin − Rupeltaja
- Jyrki Kovaleff − Riitasointu
- Pekka Lehtosaari − gammel-Rölli / rölli-massa (röst)
- Esa Saario − byäldste / Löylyn-ande / berättare (röst)
- Maria Järvenhelmi − grodprinsessa
- Tom Pöysti − Lupus
- Antti Pääkkönen − Simo Sittiäinen / mager Rölli (röst)
- Jarmo Mäkinen − tjock Rölli

I den engelska dubbningen av filmen är görs Röllis röst av Mackenzie Crook och Milli Menninkäinens röst av Lisa Stansfield.

## Mottagande

### Utmärkelser
Filmen vann pris för bästa animation vid tyska Schlingel Film Festival oktober 2008 och Chicago Children's Film Festival november 2008.